# Banjani
Banjani (v srbské cyrilici Бањани) jsou vesnice v Kolubarském okruhu ve středním Srbsku. V roce 2011 zde dle srbského sčítání lidu žilo 1124 obyvatel.

## Historie
- Rajko Mihailović (1909–1942), hrdina národněosvobozovacího boje a národní hrdina Jugoslávie, se narodil v Banjani. Jeho jméno nese místní základní škola.[2]